# Marbre de Paros

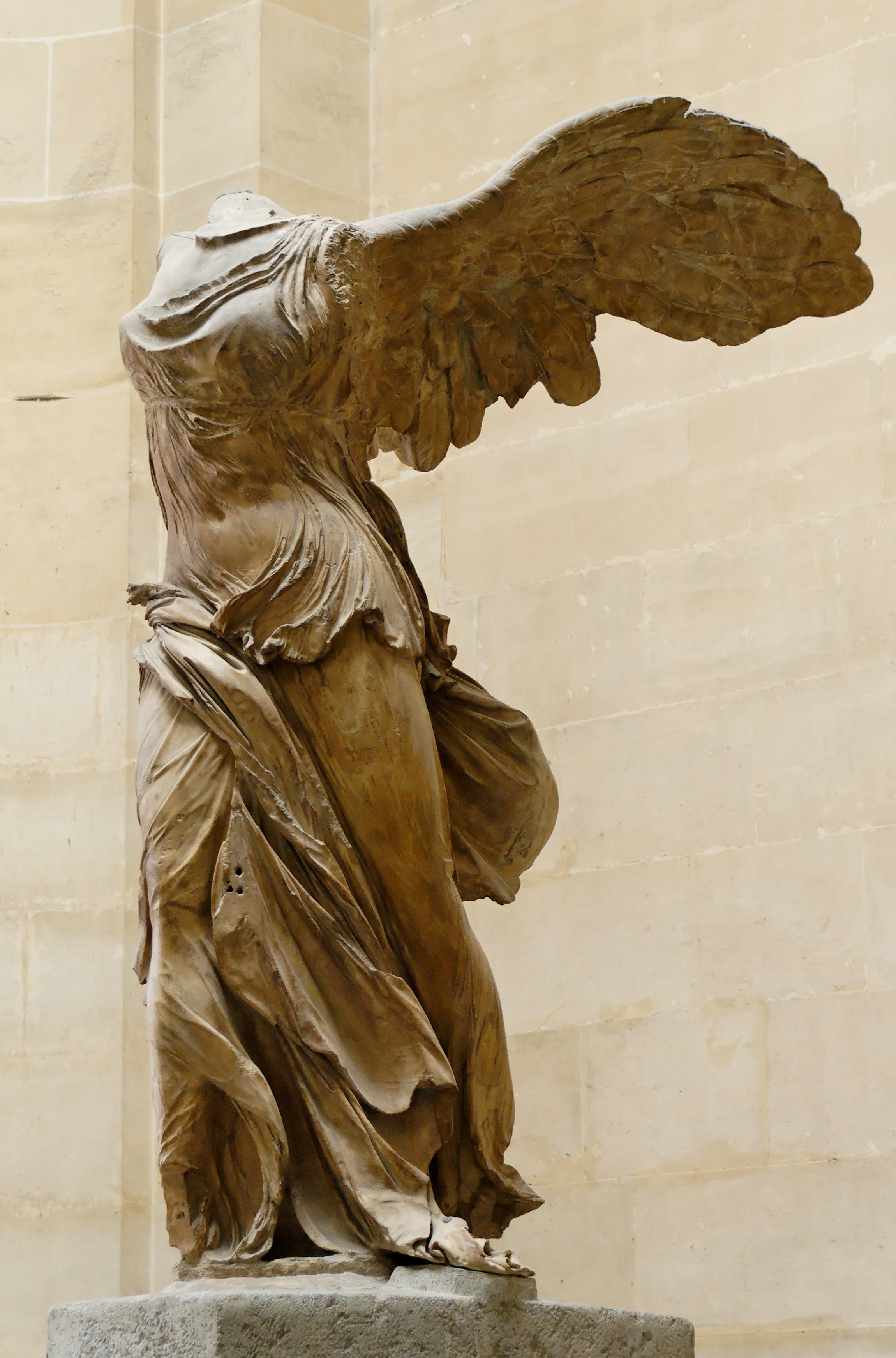
Victòria de Samotràcia, feta amb marbre de Paros.

El marbre de Paros és un marbre de color blanc, pur i completament impecable, semitranslúcid i de gra fi, extret durant l'època clàssica a l'illa grega de Paros, al mar Egeu.
Va ser molt apreciat pels antics grecs per fer escultures. Algunes de les més grans obres mestres de l'escultura grega antiga van ser tallades en marbre de Paros, incloent la Venus de Mèdici i la Victòria de Samotràcia.
Les pedreres originals, que van ser utilitzades des del segle vi aC en endavant, encara es poden veure a la banda nord de l'illa en els vessants del seu bec central. El principal rival del marbre de Paros en l'antiguitat era el pentèlic, que és també blanc impecable, encara que amb un tint groc feble i uniforme que el fa brillar amb un to daurat sota la llum solar. L'italià marbre de Carrara també és blanc impecable, amb un tint gris feble i uniforme. Avui dia s'extreu principalment de l'illa veïna de Paros, Naxos, a les muntanyes que hi ha prop del poble de Kinidaros.